# Goetheana shakespearei
Goetheana shakespearei är en stekelart som beskrevs av Girault 1920. Goetheana shakespearei ingår i släktet Goetheana och familjen finglanssteklar. Inga underarter finns listade i Catalogue of Life.